# أحمد فاضل (لاعب كرة قدم عراقي)
أحمد فاضل (مواليد 1 يناير 1992 في بغداد، العراق)، هو لاعب كرة قدم عراقي يلعب لنادي الزوراء كلاعب وسط.